# Isodrin
Isodrin ist eine chemische Verbindung und ein Isomer von Aldrin.
Hergestellt wird Isodrin durch eine Diels-Alder-Reaktion von 1,2,3,4,7,7-Hexachlornorbornadien mit Cyclopentadien. Durch Epoxidierung wird aus Isodrin Endrin gebildet. Diese Reaktion kann auch in Lebewesen ablaufen.

## Zulassung
Isodrin ist in der Europäischen Union und in der Schweiz nicht als Pflanzenschutzwirkstoff zugelassen.